# Draft de l'NBA del 1951
El Draft de l'NBA de 1951 va constar de 12 rondes, amb 87 jugadors seleccionats. La primera elecció d'aquesta edició, Gene Melchiorre, va passar a la història per no disputar cap minut a l'NBA, per culpa de veure's involucrat en un escàndol d'apostes durant la seva etapa universitària.

## Primera ronda
|  | = All-Star     |
|  | = Hall of Fame |

| Posició | Jugador           | Nacionalitat | Equip NBA              | Universitat/Club     |
| ------- | ----------------- | ------------ | ---------------------- | -------------------- |
| 1       | Gene Melchiorre   | Estats Units | Baltimore Bullets      | Bradley              |
| 2       | Mel Hutchins      | Estats Units | Tri-Cities Blackhawks  | Brigham Young        |
| 3       | Marcus Freiberger | Estats Units | Indianapolis Olympians | Oklahoma             |
| 4       | Zeke Sinicola     | Estats Units | Fort Wayne Pistons     | Niagara              |
| 5       | John McConathy    | Estats Units | Syracuse Nationals     | Northwestern State   |
| 6       | Ed Smith          | Estats Units | New York Knicks        | Harvard              |
| 7       | Ernie Barrett     | Estats Units | Boston Celtics         | Kansas State         |
| 8       | Sam Ranzino       | Estats Units | Rochester Royals       | North Carolina State |
| 9       | Don Sunderlage    | Estats Units | Philadelphia Warriors  | Illinois             |
| 10      | Whitey Skoog      | Estats Units | Minneapolis Lakers     | Minnesota            |

## Segona ronda
| Posició | Jugador         | Nacionalitat | Equip NBA               | Universitat/Club |
| ------- | --------------- | ------------ | ----------------------- | ---------------- |
| 11      | Jack Stone      | Estats Units | Baltimore Bullets       | Kansas State     |
| 12      | Bill Gossett    | Estats Units | Tri-Cities Blackhawks   | Colorado State   |
| 13      | Scotty Steagall | Estats Units | Indianapolis Olympians  | Millikin         |
| 14      | Jack Kiley      | Estats Units | Fort Wayne Pistons      | Syracuse         |
| 15      | Don Savage      | Estats Units | Syracuse Nationals      | LeMoyne College  |
| 16      | Roland Minson   | Estats Units | New York Knickerbockers | Brigham Young    |
| 17      | Bill Garrett    | Estats Units | Boston Celtics          | Indiana          |
| 18      | Ray Ragelis     | Estats Units | Rochester Royals        | Northwestern     |
| 19      | Mel Payton      | Estats Units | Philadelphia Warriors   | Tulane           |
| 20      | Lew Hitch       | Estats Units | Minneapolis Lakers      | Kansas State     |